# Ітобаал I
Ітобаал (Ешбаал) I (фінік. Ito-ba‘al або Eth-ba‘al; бл. 915 до н. е. — 856 до н. е. або 846 до н. е. ) — цар Тіра в 896/883—856/846 роках до н. е. Заснував власну династію царів. Сприяв посиленню своєї держави. Ім'я перекладається як «Баал з ним».

## Життєпис
Згадується в цитатах Менандра Ефеського, який запозичив відомості про Ітобаала з тірських папірусів. Також про нього згадується в Біблії. Є згадка в написі ассирійського царя Шульману-ашареда III.
Стосовно дати здобуття влади наявні деякі суперечності: за одними, це сталося 896 року до н. е., за другими — 883 року до н. е. У хроніках Тіра йдеться, що Ітобаал I прожив 68 років, з яких панував 32 роки. Оскільки у 841 році до н. е. вже правив його син Балеазар II, то відповідно Ітобаал I помер до цього часу. Звідси більшість дослідників приходять до думки, що посів трон близько 883 року до н. е.
У 896 році до н. е. ймовірно вперше згадується як такий. Напевне походив з впливового роду, що був пов'язаний родинними зв'язками з Хірамом I. Можливо, був сином сидонського царя Ахірама (за іншою версією — онук чи праонук біблського царя Ахірама). Спочатку обіймав посаду верховного жерця Астарти в Тірі. Потім внаслідок заколоту повалив царя Фелета (той був йому стриєчним братом або іншим родичем), захопивши владу.
Спираючись на відомості від Менандра Ефеського, дослідники доходять думки, що Ітобаал I поєднував посади царя і верховного жерця, тим самим суттєво підсилив владу.
Розпочав активну зовнішню політику. Спочатку зумів підкорити Сидонське царство. Проте протягом 870-х років до н. е. Втім з 860-х років до н. е. відновив там свою владу. Відомий там як Етбаал. Зайняв фінікійські землі до важливого порт Беріт. Слідом за цим підкорив фінікійські міста на о. Кіпр. Для зміцнення політичного і економічного становища на півночі заснував місто-факторію Ботріс. Розпочав активну колонізаційну політику в заходносму напрямку. Було засновано колонії і факторії на Родосі (але згодом тірян було витіснено греками), на Мальці, в східній Сицилії. Також було засновано колонію Авза в Африці (за різними версіями розташовувалося на місці сучасного Сур-ель-Гозлана в Алжирі або Узіти південніше Карфагену в затоці Хаммамет). 
Разом з тим діяв й дипломатичними заходами. Було укладено союзницькі угоди з фараоном Осорконом II та ізраїльським царем Омрі (підтвердженим потім його сином Ахавом). Було укладено шлюб між Ахавом і донькою тірського царя Єзавель, що сприяло посиленню культурно-релігійного впливу Тіра в Ізраїлі. Насамперед ці союзи були спрямовані проти ассирійського царя Ашшур-назір-апала II, якому з середини 870-х років до н. е. Ітобаал I мусив сплачувати данину. У 866 році до н. е. підтвердив свій статус данника під час нової ассирійської навали.
Ймовірно у 856 році до н. е. долучився до союзу сирійських, палестинських і аравійських правителів, що виступили проти Ассирій. Втім під час битви при Каркарі 853 року до н. е., де було зупинено наступ царя Шульману-ашареда III, про тірські війська не згадується. Можливо, Ітобаал I допомагав союзникам якось інакше. За іншою версією, він на той час помер. Втім на думку багатьох дослідників смерть тіро-сидонського царя сталася 847 або 846 року до н. е. Йому спадкував син Балеазар II